# 267585 Popluhár
267585 Popluhár è un asteroide della fascia principale. Scoperto nel 2002, presenta un'orbita caratterizzata da un semiasse maggiore pari a 2,3101058 UA e da un'eccentricità di 0,2024135, inclinata di 3,87202° rispetto all'eclittica.